# Te Matua Ngahere
A Te Matua Ngahere a világ egyik legnagyobb élő új-zélandi kaurifenyője (Agathis australis). Maori nyelvű nevének jelentése: az erdő atyja. Tömegében és magasságában elmarad az ugyancsak a Waipoua-erdőben élő Tane Mahuta nevű kauritól, de törzsének kerülete, 16 méter, meghaladja azét, és minden más ismert új-zélandi fáét. Korát nagyon nehéz meghatározni, a becslések 1200 és 4000 év között szóródnak, de a mértékadó tudományos vélemények szerint a 2000 év körüli érték a reális.

## Története

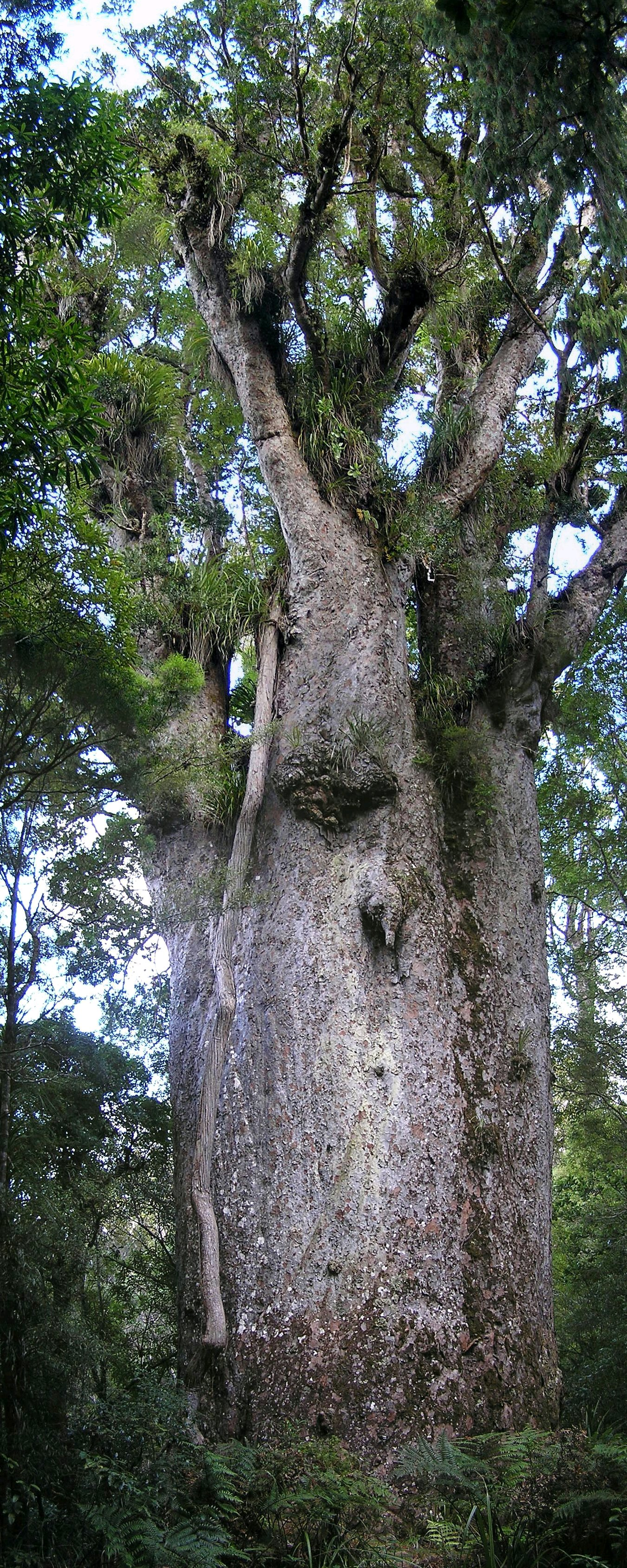
A Te Matua Ngahere a 2007-es viharkár előtt

Az európaiak számára 1928-ban Nicholas Yakas fedezte fel, aki a 12-es főút építkezésén dolgozott, ezért egy ideig Yakas-fának is nevezték.
Koronájában a szokásos epifiton növényeken kívül egy rata-fa (Metrosideros robusta) is élt. Ez a faj félig epifita életmódot folytat (Hemiepiphyte), 25 méter magasra is megnő. Az ághajlatokban meggyűlő nedvesség és táplálék hasznosításával kezdi életét, majd a gazda-fa törzsének külsején vastag gyökeret ereszt a talajig. A koronában a ratán kívül mintegy 50 fajta egyéb epifita élt.
2007-ben egy rendkívül erős vihar súlyos károkat okozott a kauriban, ami koronájának egy részét, közte hatalmas ágakat a rata-fával együtt, elvesztette, várható élettartama pedig évszázadokkal rövidült meg.

## Méretei (1971)
| Törzs kerülete   | 16,41 méter |
| Törzs magassága  | 10,21 méter |
| Teljes magassága | 29,9 méter  |
| Törzs térfogata  | 208,1 m3    |